# Тверская улица (Томск)
Тверска́я у́лица — улица в Томске. Проходит от Петропавловской улицы до улицы Усова.

## История
Улица сохранила своё первоначальное, с 1878 года, название. Соседние улицы также имеют названия городов России — Киевская, Новгородская.

## Достопримечательности

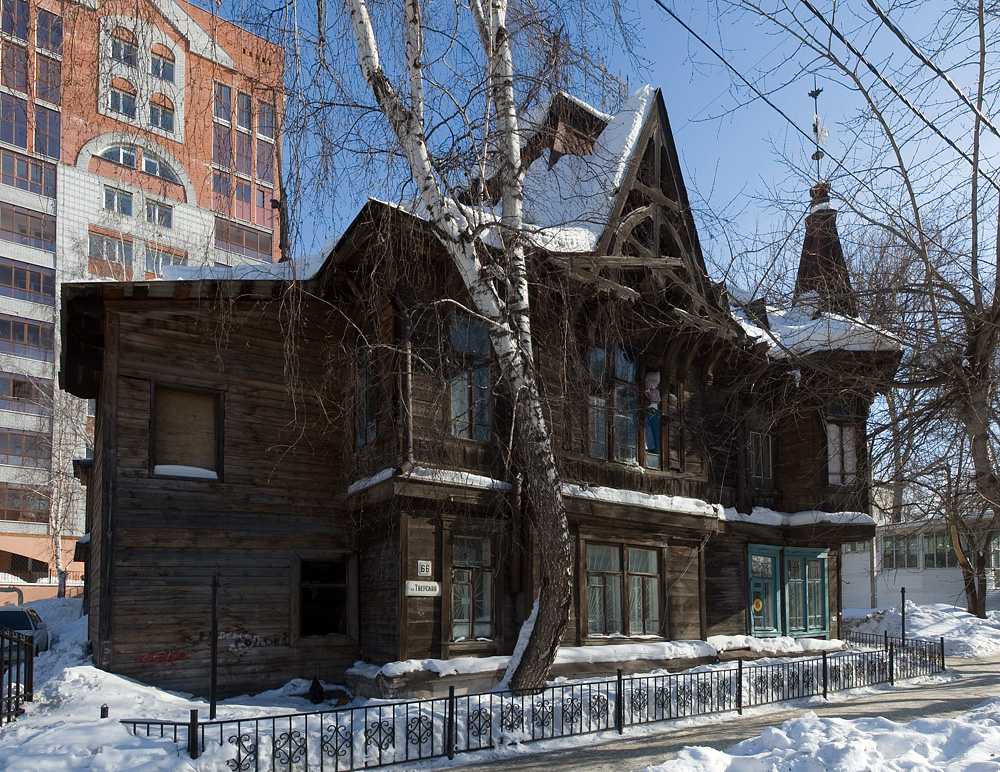
Дом № 66 по Тверской улице

- Петропавловский собор (1911, архитектора А. И. Лангер)
- Дом № 66 (сгорел) — архитектор К. К. Лыгин